# Donato (Rapper)
Donato (* 16. März 1983; bürgerlich Marco Donato) ist ein deutscher Rapper und Produzent aus Dortmund, der seit 2013 in München lebt.

## Biografie
Donato begann seine Rapkarriere kurz vor der Jahrtausendwende in der vierköpfigen Hip-Hop-Formation Lyrische Dominanz. Diese löste sich jedoch schon bald wieder auf. Aus dieser Formation heraus gründeten Donato und Peitz das Duo Lamythz, der zeitweise auch DJ Waxalot angehörte. Die beiden Rapper erlangten in ihrer Region durch häufige Live-Auftritte schnell einen Namen. So traten sie bei der Masters of Tour als Vorgruppe von M.O.R. und Aceyalone auf. Als erste Veröffentlichung von Lamythz erschien 2002 das eigens hergestellte Tape „Ge-Mythz-Zustand“, 2003 folgte die EP 2Fuffzich (CD).
2004 machte Donato das erste Mal als Solo-Künstler auf sich aufmerksam, als er den Song Schweigen für das Produzentenalbum Momentaufnahmen III von Roey Marquis II. beisteuerte. In der Folge arbeitete Donato mit renommierten Hip-Hop-Künstlern wie Pal One oder Spax zusammen.
Am 14. Oktober 2005 veröffentlichte Donato sein Debütalbum Damals wie heute über Flavamatic / Rough Trade. Produziert wurde der Tonträger u. a. von Screwaholic, Brisk Fingaz, Bennett-On und Roey Marquis II. Der Tonträger erschien in einer geringen Auflage und ist mittlerweile ausverkauft. Zwischenzeitlich veröffentlichte hhv.de eine Vinylauflage, die ebenfalls nicht mehr erhältlich ist. Wenige Monate vor der Erstveröffentlichung des Albums bot Donato die kostenlose EP Brainstorming an, auf der Zusammenarbeiten von Donato mit diversen Hip-Hop-Künstlern zu hören waren. Die neun Tracks insgesamt zwölf Gastbeiträge.
Über ein Jahr nach seinem ersten Soloalbum erschien am 8. Dezember 2006 das Kollaboalbum Mond-Licht-Schatten, das Donato gemeinsam mit Inferno79 aufnahm. Die Beats wurden von den Produzenten Blazin Hand, Ill-luzion und Screwaholic, der zum damaligen Zeitpunkt bei ersguterjunge unter Vertrag stand, beigesteuert.
Zwei Jahre später erschien ein weiteres Kollaboprojekt von Donato. Zusammen mit mnemonic veröffentlichte er die EP Könige unter Blinden über Kopfhörer Recordings. Darauf waren sechs Anspielstationen zu hören. Auf drei davon werden die beiden Rapper von Inferno79 unterstützt. Die Beats wurden von PH7, Rooq, Rkee und Duktusbeats produziert. Die Abmischung und das Mastering übernahm Ex-Bozz-Music-Produzent STI.
Das zweite Soloalbum Angst wurde am 4. Dezember 2009 veröffentlicht. Darauf waren Gastbeiträge von Inferno79, Absztrakkt, Morlockk Dilemma, Wuakyla Styles und Soundbwoy Boogie. Die 15 Produktionen stammten von 12bit, Beatgees, Bjet, Blazin Hand, Brisk Fingaz, Drop One, Duktusbeats, Empulse, ILL-Luzion, Screwaholic und Zaehre. Die Arbeiten am Album begannen im Herbst 2007. Namensgebend für den Tonträger waren Angst- und Panikattacken, die Donato während Phasen der Albumproduktion hatte.
Im Vorfeld der Albumveröffentlichung erschien Mitte November ein Remix des Produzenten Rooq vom Titeltrack Angst als Online-Single. Darauf waren neben Donato auch Fiva, Pure Doze, mnemonic, Inferno79 & Franksta zu hören. Der Erlös kam der Hamburger Stiftung Irre menschlich e. V. zugute. Am 14. März 2014 erschien mit Enzo das dritte Soloalbum von Donato.
Mit seinem vierten Soloalbum „Anarco“, das am 30. April 2021 über Vinyl Digital auf 3LP, 2LP und CD erschienen ist, gelang Donato zum ersten Mal in seiner Karriere der Einstieg in die Top 100 Album-Charts (Position 34). Bekanntestes Stück dieses Albums ist der siebenminütige Song „Der Ruhrpott ist unendlich“, der diverse Szene-Größen aus dem Ruhrgebiet vereint. Das Video zu diesem Stück wurde von Stefan Frings, Mitglied der Band ABS, produziert.
Donato trägt seine Musik zumeist als rhythmischen Sprechgesang vor. Dabei rappt er in einer tiefen, gleichbleibenden Stimmlage.

„Es ist kein wirklich bewusst gewähltes Stilmittel, sondern eher so, dass ich niemand bin, der grossartig mit seiner Stimme spielt. Ich denk’ auch, dass das was sehr ruhrgebiettypisches ist, keine Seiltänze auf der Stimme zu praktizieren. Ich find’ sowas auch immer ziemlich nervig. Ich mag’s dann doch lieber… ich möchte fast schon sagen „monoton“.“

## Diskografie
Alben
- 2005: Damals wie heute
- 2006: Mond-Licht-Schatten (mit Inferno79)
- 2009: Angst
- 2014: Enzo
- 2021: Anarco
- 2024: Nevada

Mixtapes
- 2010: Von damals bis heute

EPs
- 2003: 2Fuffzich (mit Peitz als Lamythz)
- 2005: Brainstorming
- 2008: Könige unter Blinden (mit mnemonic)

Singles
- 2009: Angst (Rooq Charity Remix) (mit Fiva, Pure Doze, mnemonic, Inferno79 & Franksta)
- 2009: Give it up[10] (zusammen mit DJ Crates, mnemonic und Tide)
- 2012: Winterschlaf (Produziert von Jay Baez)
- 2019: Alles wird gut (Weltschmerz © Donato / Chakuza)
- 2020: Luna
- 2021: Anarco
- 2021: Der Ruhrpott ist unendlich
- 2021: Sie wissen nicht
- 2021: Passepartout